# 梅勒吕德市镇
梅勒吕德市镇是瑞典西部西约塔兰省维纳恩湖畔的一个市镇。其治所位于梅勒吕德。